# Червенков, Вылко
Вы́лко Велёв Черве́нков (болг. Вълко Вельов Червенков; 6 сентября 1900, Златица, Болгария — 21 октября 1980, София) — болгарский революционер, государственный, политический и партийный деятель, лидер Болгарской коммунистической партии в 1949—1954 годах, председатель Совета министров  Болгарии в 1950—1956 годах и вице-премьер 1956—1961 годах, генерал армии.

## Биография

### Ранние годы. Эмиграция
Родился в семье крестьянина. Уехал учиться в Софию и в 1919 году окончил Третье мужское училище. Тогда же вступил в Болгарскую коммунистическую партию (БКП).
В 1920-е годы работал в Болгарском коммунистическом союзе молодежи (БКМС), был последовательно секретарем областной и городской организации БКМС, членом ЦК БКМС, заведующим отделом агитации и представителем БКМС в Военной организации БКП. Он редактор газет «Будущее» и «Голос солдата». Осенью 1924 года вместе с Яко Доросиевым и Иваном Минковым вошёл в так называемую Специальную группу исполнения приговоров при ЦК БКП, которая должна была координировать террористическую деятельность военной организации партии. В 1925 году был заочно приговорен к смертной казни за ряд запланированных убийств по указаниям БКП и Коминтерна. Уехал в СССР, где входил в руководство Коминтерна. Вступил в ВКП(б).
В СССР женился на сестре видного деятеля Коминтерна и лидера болгарских коммунистов Георгия Димитрова, что сыграло важную роль в его карьере. В Москве окончил Высшую пограничную школу и Международную ленинскую школу (1928), где защитил диссертацию и преподавал марксизм-ленинизм, заняв пост её директора в 1937—1938 годах. Также преподавал в Коммунистическом университете национальных меньшинств Запада имени Мархлевского. Работал в эмиграционной комиссии при Заграничном бюро БКП и в аппарате Коминтерна (1938—1941). В 1941—1944 годах был редактором, затем главным редактором радиостанции «Христо Ботев».

### Послевоенный период
В конце сентября 1944 года вернулся в Болгарию, вошёл в руководство БКП, был ближайшим соратником Георгия Димитрова. 3 октября 1944 стал членом Политбюро ЦК БКП (оставался им до 4 ноября 1962) и секретарём ЦК, заведующим отделом агитации и пропаганды, главным редактором журнала «Современник». Член Народного Собрания с 15 декабря 1945 по 4 ноября 1961 года.
В октябре 1947 года подверг критике концепцию «народной демократии» Г. Димитрова, выступая за сближение подготовленной конституции с советским аналогом. По этому поводу в январе 1948 года Димитров заявил, что в части выступления Червенкова «нет ни грамма марксизма».
С 11 декабря 1947 по 6 августа 1949 года он был председателем Комитета по науке, искусству и культуре.

## Приход к власти
С июля 1949 года, после смерти Г. Димитрова, — глава БКП, с 8 ноября генеральный секретарь БКП (восстановленная должность), а с февраля 1950 года, после смерти Васила Коларова — председатель Совета министров НРБ.
С марта 1952 по декабрь 1953 года возглавлял Государственный комитет обороны, существовавший в тот период, и в связи с этим получил воинское звание генерала армии.
В продолжение созданного Г. Димитровым культа личности (наподобие культа Сталина), способствовал созданию и сохранению собственного культа (в частности, его имя носили Медицинский университет и один из районов Софии). Занимал также должности 66-го (1950—1954) и 67-го (1954—1956) председателя правительства Болгарии. Был последовательным сталинистом (за что его называли «маленьким Сталиным»).
Был депутатом XXVI Народного собрания (1945—1946), VI Великого Народного собрания (1946—1949), I (1950—1953), II (1954—1957) и III (1958—1961) Народного собрания.

## Экономическая политика
После войны была начата политика ускоренной индустриализации, которая привела к значительному экономическому росту (среднегодовой экономический рост страны составлял 22,8%) и массовое строительство предприятий тяжёлой промышленности. Были построены десятки плотин. Промышленными объектами, созданными в то время, были, в частности, химические заводы в Девне и Димитровграде, металлургический завод в Пернике, завод «6 сентября» в Софии, завод антибиотиков в Разграде, судостроительный завод «Георгий Димитров» в Варне, головной завод. цинковый завод в Кырджали, обувная фабрика Петра Ченгелова в Пловдиве, хлопчатобумажные фабрики в Габрово и Плевене.
Проводилась коллективизация сельского хозяйства, сопровождавшаяся реквизициями производства, депопуляцией деревень, а также временным введением купонной системы в городах. В 1950 году правительство определило так называемый размер обязательной государственной поставки сельхозпродукции на 1 га пашни. Независимо от характера своей фермы, каждый должен был в обязательном порядке поставлять государству пшеницу, кукурузу, овец, свиней и телят, чтобы компенсировать поставки мяса, молока, яиц, шерсти по ценам, установленным государством. Те, кто не выполнял государственные поставки, осуждались в ускоренном порядке с лишением свободы за «нанесение ущерба».
При его правлении в Болгарии было введено бесплатное медицинское обслуживание, заново отстроен разбомблённый в годы войны центр Софии. В 1952 году началось централизованное теплоснабжение столицы. Цены на товары и услуги были снижены в 5 раз с целью повышения покупательной способности и уровня жизни населения.

## Репрессии
В период его руководства массово преследовались противники режима и поддерживалась однопартийная форма правления. Был известен своей жёсткостью по отношению к оппонентам в партии и государстве, по его предложению были созданы специальные лагеря для политических оппонентов, по копии ГУЛАГа. При его правлении прошли два знаковых судебных процесса, по которым были вынесены суровые приговоры – в ноябре 1952 года против ветерана политики Атанаса Бурова, приговорённого к 20 годам лишения свободы (и вскоре умершего в заключении); и в январе-октябре того же года против «католических шпионов», закончившегося смертными приговорами и длительными сроками тюремного заключения. При этом диссидент Георгий Константинов, взорвавший памятник Сталину в 1952 году, получил 20 лет тюрьмы, а не смертную казнь.
Незадолго до V съезда БКП в декабре 1948 года по указанию Г. Димитрова в партии начались чистки от вымышленных «врагов с партийным билетом». В 1949 году В. Червенков и В. Коларов организовали кампанию, инициированную из Москвы, против секретаря ЦК и предполагаемого преемника Димитрова во главе партии Трайчо Костова, вскоре казнённого по приговору суда. В. Червенков считается виновным в репрессиях против партийных активистов в конце 1940-х–начале 1950-х (к апрелю 1950 года из БКП было исключено 92,5 тысячи человек из 460 тысяч членов партии).
За время своего пребывания в должности Червенков постоянно демонстрировал свою лояльность И. В. Сталину, даже подражая ему в личном поведении и внешнем виде.

### Постепенное отстранение от власти
Следуя советскому примеру, многие репрессированные в Болгарии были амнистированы в августе 1953 года и 26 тысяч заключённых были освобождены. После расстрела в СССР Лаврентия Берии в декабре 1953 года Червенков раскритиковал ЦК БКП за «извращения» в работе «карательных органов» и большое количество смертных приговоров и назвал лагеря в системе наказаний «произволом». Тем не менее, после смерти Сталина постепенно уступал влияние Тодору Живкову, который возглавил Болгарскую компартию в марте 1954 года.
Оставшись в должности главы правительства (и члена политбюро ЦК), подписал Варшавский договор от имени НРБ.
Апрельский пленум ЦК БКП в 1956 году обвинил его в многочисленных провалах режима — «культе личности», репрессиях против активистов БКП, нарушениях закона со стороны МВД, ошибках судебной власти, неудачах в сельском хозяйстве и культуре, «поражениях» в идеологическое поле. Основную критику в свой адрес В. Червенков признал.
После освобождения от должности председателя правительства (на пленуме ЦК БКП 6 апреля 1956 года освобождён от должности секретаря ЦК, 18 апреля – от должности председателя Совета министров, его преемником стал Антон Югов) занимал должности члена политбюро и главы идеологической комиссии, заместителя председателя правительства (1956—1961), министра народного образования и культуры (1957—1958).
В конце 1961 года, после XXII съезда КПСС, подвергся новой критике и был выведен из Политбюро и правительства, оставаясь членом ЦК. 4 ноября 1962 года исключён из БКП за «попирание законности» органами внутренних дел в период руководства страной. 19 мая 1969 года его членство в партии было восстановлено по предложению Т. Живкова – за лояльность во время событий «Пражской весны».
Скончался 21 октября 1980 года в возрасте 80 лет в Софии.
Автор мемуаров «Вылко Червенков о себе и своём времени» («Вълко Червенков за себе си и своето време»), изданных через 20 лет после его смерти.

## Семья
С 1926 года до смерти состоял в гражданском браке с младшей сестрой Георгия Димитрова Еленой Димитровой (1902—1974). У них родилось двое детей — сын Владимир (1935—1965) и дочь Ирина (1939—2014).
Ирина — филолог-русист, профессор факультета славистики в Софийском университете Св. Климента Охридского. Имела двух сыновей — Павла и Александра.

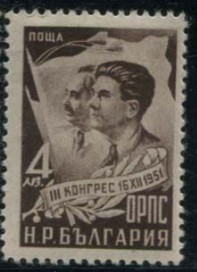
В. Червенков на почтовой марке Болгарии 1951 года